# Sonoma petersi
Sonoma petersi är en skalbaggsart som beskrevs av Chandler 1986. Sonoma petersi ingår i släktet Sonoma och familjen kortvingar. Inga underarter finns listade i Catalogue of Life.